# Agathis ovata
 (novembre 2023).
Espèce
Classification phylogénétique
Statut de conservation UICN

 EN B1ab(i,ii,iii,iv,v)+2ab(i,ii,iii,iv,v) : En danger
Agathis ovata, ou kaori de montagne ou encore kaori nain,, est une espèce de conifère de la famille des Araucariaceae. Il se rencontre uniquement en Nouvelle-Calédonie, où il est la seule des espèces du genre Agathis représentées dans cet archipel à ne pas pousser en milieu forestier dense mais sur le maquis minier entre 100 et 800 m dans le sud de la Grande Terre. On ne trouve aujourd'hui que de petites populations d'individus isolés sur les flancs et sommets de montagnes (dans les zones de Dumbéa, Prony, Yaté...). Il est menacé du fait de la destruction de son habitat.

## Description
C'est le plus petit des kaori de Nouvelle-Calédonie, il oscille entre 8 m et 25 m, et est ramifié près de la base. Le tronc est net sur environ la moitié de sa hauteur, et la cime est particulièrement étalée, parfois même aplatie. Le fût est de taille moyenne (2 à 10 m), droit et cylindrique. L'écorce est brun-rouge, blanchissant avec l'âge, et également brun-rouge à l'intérieur. Épaisse et rugueuse avec de profondes fissures, elle s'exfolie en blocs rectangulaires grossiers, irréguliers, subéreux ou granuleux et produit une résine blanchâtre. Les branches sont d'une longueur variable et en position oblique orthotrope. Sa ramification est étagée sauf pour les rameaux ultimes. 
Cette espèce est strictement inféodée aux terrains ultramafiques.

## Utilisation
Le bois est inexploitable mais sa résine est utilisée pour fabriquer du vernis ou pour ses propriétés antiseptiques et vulnéraires pour panser les plaies ou les ulcères. 
La multiplication de cette espèce est maîtrisée : cela permet son utilisation en réhabilitation de terrains miniers (à l'instar de Casuarina collina ou Acacia spirorbis) où malgré sa croissante lente, elle arrive bien à s'implanter.
Enfin, malgré un intérêt moindre que d'autres espèces pour le bois d'œuvre, des plantations ont été réalisées sur la commune de Yaté (plantation de Ouanérou) en 2000 et 2001.

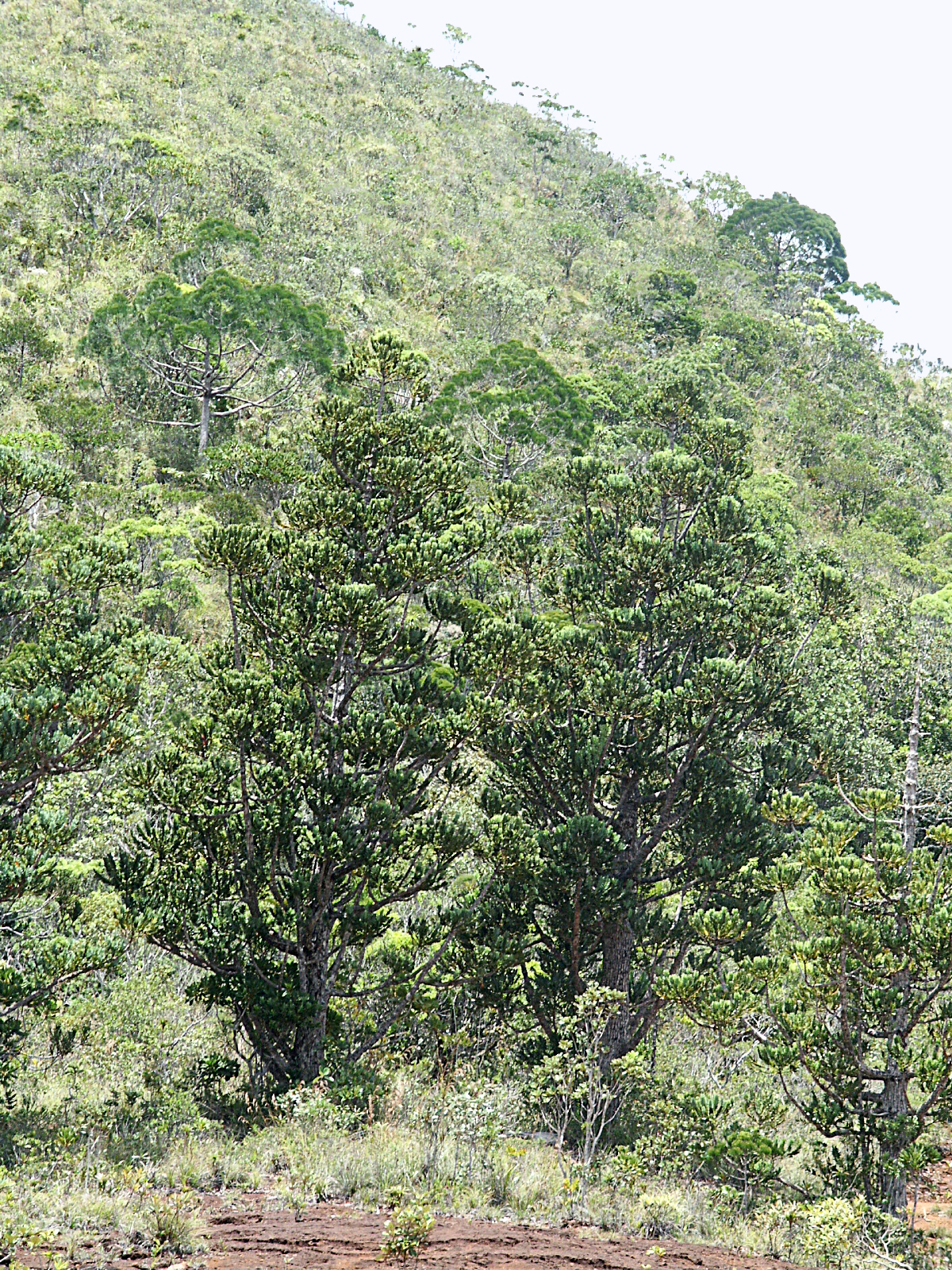
Agathis ovata à proximité du col de Prony
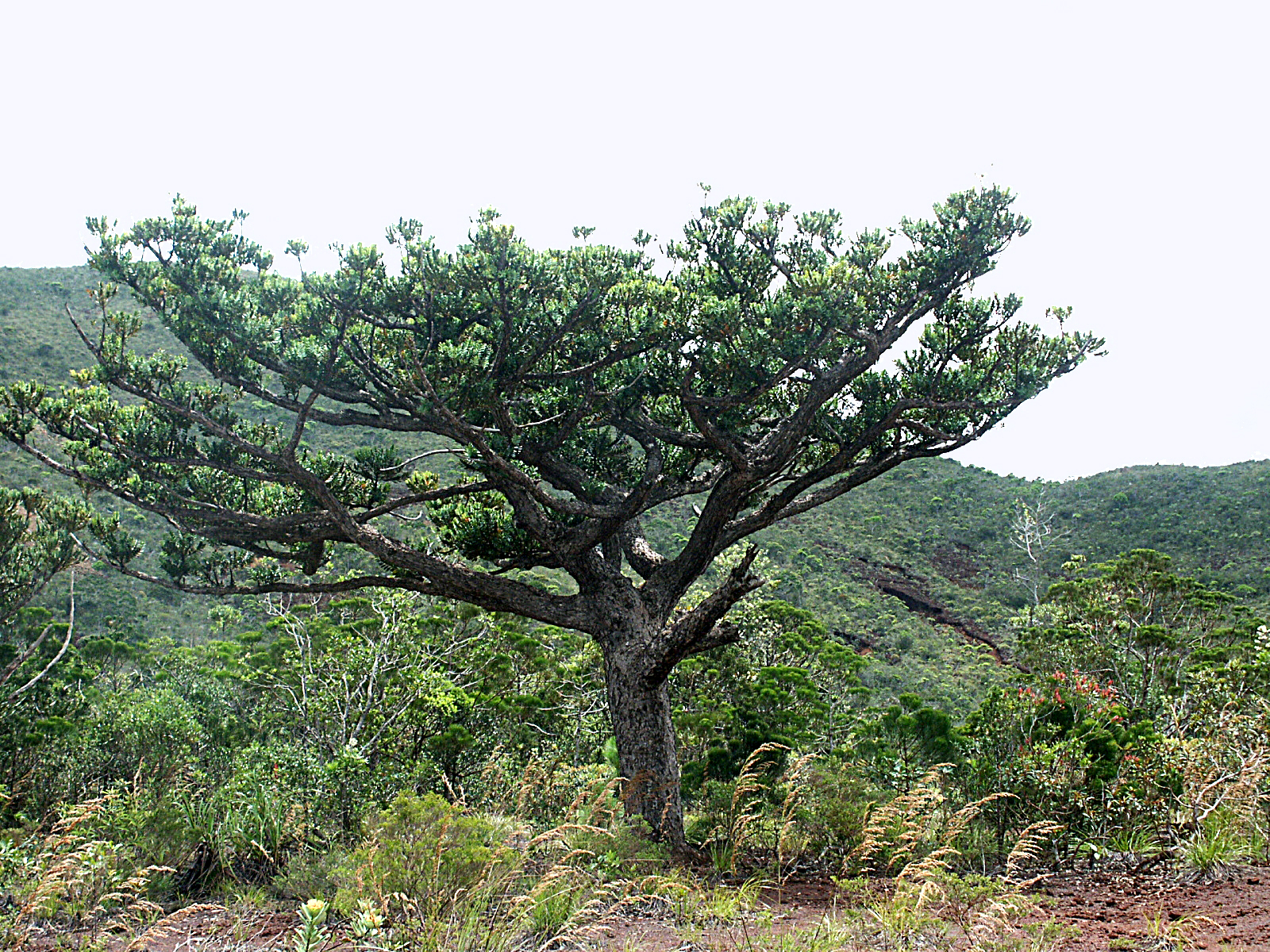
Agathis ovata à proximité du col de Prony
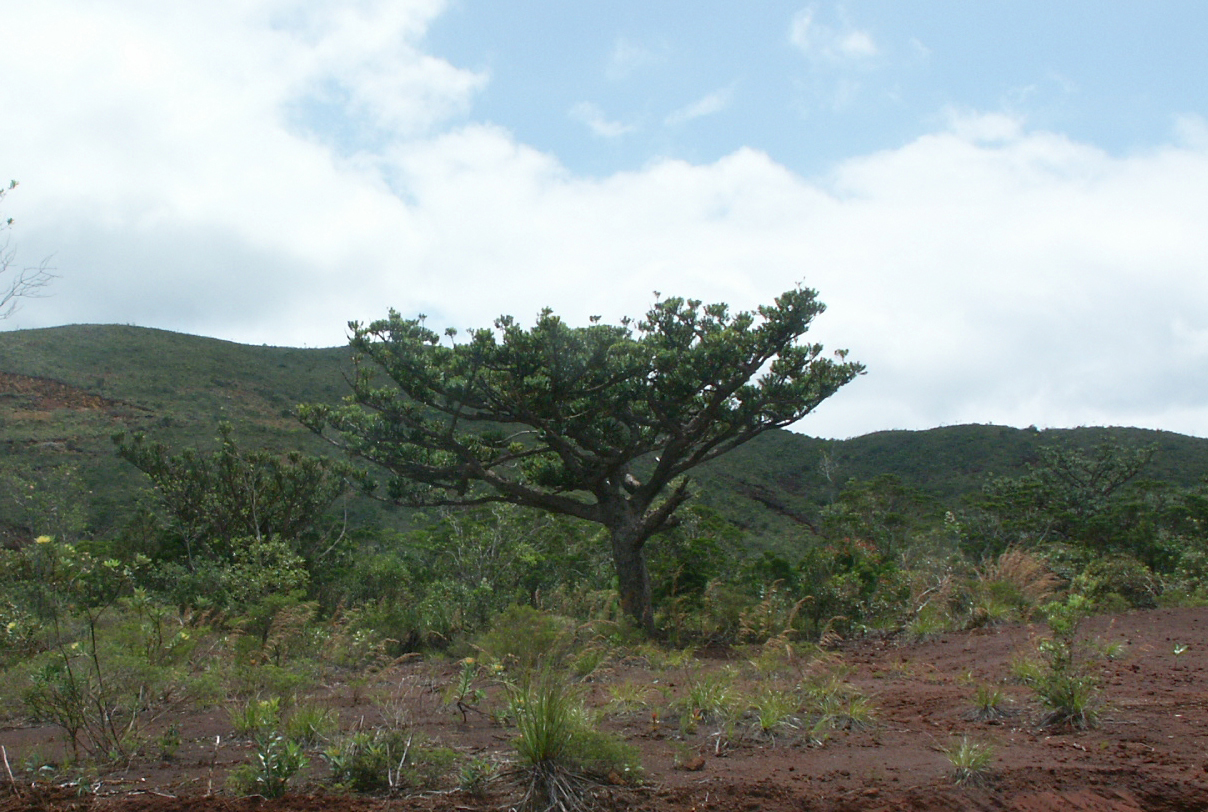
Agathis ovata à proximité du col de Prony
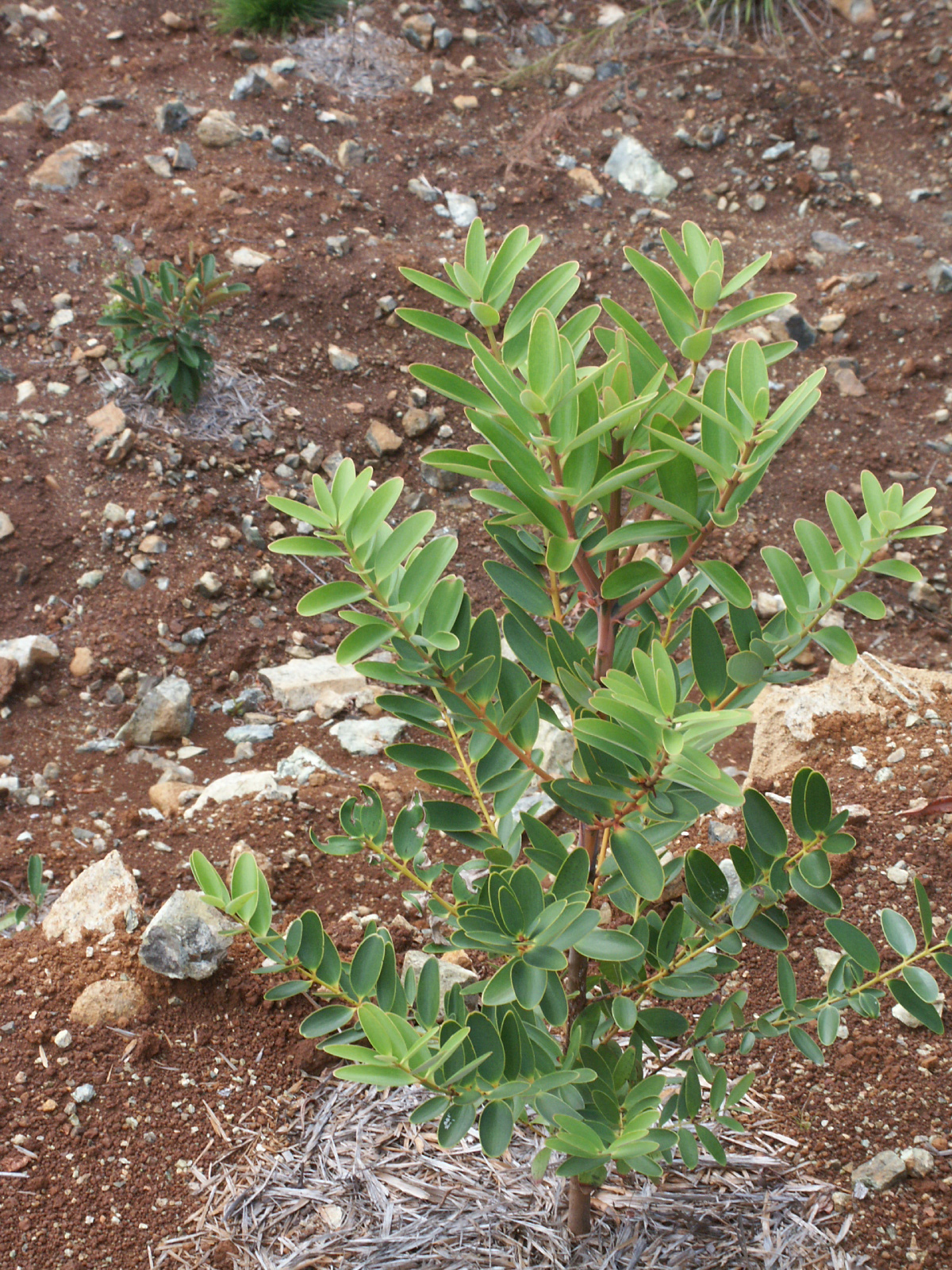
Jeune plant d'Agathis ovata en réhabilitation de terrains miniers (mine de Rouvray)

## Systématique
Le nom correct complet (avec auteur) de ce taxon est Agathis ovata (C.Moore ex Vieill.) Warb..
L'espèce a été initialement classée dans le genre Dammara sous le basionyme Dammara ovata C.Moore ex Vieill..
Agathis ovata a pour synonymes :
- Agathis hypoleuca (C.Moore ex Henkel & W.Hochst.) Warb.
- Dammara hypoleuca C.Moore
- Dammara hypoleuca C.Moore ex Henkel & W.Hochst.
- Dammara ovata var. longifolia Carrière
- Dammara ovata C.Moore
- Dammara ovata C.Moore ex Vieill.
- Dammara ovata C.Moore ex Viell.
- Salisburyodendron ovata subsp. hypoleuca (C.Moore ex Henkel & W.Hochst.) A.V.Bobrov & Melikyan
- Salisburyodendron ovata (Vieill.) A.V.Bobrov & Melikyan
- Salisburyodendron ovatum subsp. hypoleucum (C.Moore ex Henkel & Hochst.) A.V.Bobrov & Melikyan, 2006